# Rafael Derby
Pour les articles homonymes, voir Derby.
Le Derby est un missile air-air israélien, de moyenne portée à guidage radar actif développé par Raphael (Rafael Advanced Defense Systems) . Il est issu de la famille des missiles Python. Il a été d’abord nommé Alto, puis Derby quand il fut proposé à l’exportation.
Pour l'exportation, ce missile est systématiquement proposé comme alternative à l'AIM-120, et surtout en Amérique du Sud.

## Développement
À partir des années fin 1980, Rafael conduisit des recherches afin de développer un missile à capacité de tir « au-delà de la portée visuelle » en anglais : Beyond Visual Range, BVR. La République sud-africaine rejoignit le programme quelques années plus tard. Afin d’économiser du temps la cellule de base fut empruntée au Python IV. La version du Python IV fut agrandie et fut munie d’un auto-directeur actif.
Le Rafael Alto fut officiellement présenté en 1988. Ce missile utilise les mêmes rails de lancement que la famille des Pythons, et peut être couplé à un viseur de casque pour les engagements à courte portée.
Le missile a été testé pour être emporté par les Mirage III, Kfir, MiG-21, F-16, F-15 et EMB 314.

## Caractéristiques
Le Derby est un missile à guidage actif, pouvant être utilisé en deux modes : l’un lui permettant d’accrocher la cible avant le tir, le second après le tir. Il dispose d’une capacité lock-down, shoot-down.
Il est conçu pour être employé aussi bien à courte portée (> 4 km) qu’à moyenne portée (< 50 km).

## Versions
L'Afrique du Sud, à la suite de sa participation financière au programme, développa aussi sa propre version le R-Darter.

### Surface Air
Il existe une version sol-air du Derby employée sur le système d’arme israélien Spyder (Surface-to-air PYthon et DERby) courte portée (Spyder SR) et moyenne portée (Spyder MR). Dans cette version SR le Derby n'a qu'une portée de 15 km, qui passe à 35km avec la version MR.

## Source
- .Article  Flight International  du 14 mai 2001.